# Ibelin

Stemma di Casa Ibelin

La famiglia degli Ibelin ha origini molto oscure ma divenne presto una delle famiglie più influenti degli Stati crociati, soprattutto del Regno di Gerusalemme e del Regno di Cipro.

## Storia

### Origini
La casata proclamò sempre di poter reclamare la propria discendenza dai Du Puiset, visconti di Chartres in Francia. Ma molto più verosimilmente la loro origine è italiana, probabilmente da Pisa in Toscana, dove il nome Barisano, ovvero il nome del capostipite della casata, Barisano di Ibelin, era molto diffuso tra la Toscana e la Liguria.
Recenti studi potrebbero fare ritenere gli Ibelin discendenti delle casate nobiliari pisane dei Gaetani d'Oriseo (di origine gota) o dei Visconti di Gallura - il ramo dei Plebanus de Asciano (di origine longobarda, rappresentanti degli Obertenghi a Pisa) - che ebbero la signoria del castello di Botron nella Contea di Tripoli.

### Ascesa
Barisano di Ibelin era probabilmente un cavaliere al servizio della Contea di Giaffa ed Ascalona negli anni 1110, diventando conestabile di Giaffa. Come riconoscimento dei suoi servigi e della sua lealtà, gli venne concesso di sposare Helvis, erede della Signoria di Ramla nel 1122.
Nel 1141 Barisano ricevette da re Folco di Gerusalemme la fortezza di Ibelin come ricompensa per la sua lealtà durante la rivolta del suo vassallo Ugo II di Le Puiset, Conte di Giaffa, nel 1134. Ibelin era parte della Contea di Giaffa ma venne annessa al territorio del Regno di Gerusalemme a seguito del fallimento della rivolta di Ugo II.
Dall'unione con Helvis, Barisano ebbe cinque figli, alcuni dei quali giocarono un ruolo fondamentale durante la terza crociata e nella vita politica del Regno di Gerusalemme:
- Ugo di Ibelin
- Baldovino di Ibelin
- Baliano di Ibelin, nato con il nome di Barisano, come suo padre
- Ermengarda di Ibelin
- Stefania di Ibelin

Oltre alla Signoria di Ibelin, la casata possedeva anche la Signoria di Ramla, eredità di Helvis, mentre Baliano, il più giovane dei fratelli maschi, ricevette la Signoria di Nablus, quando sposò la regina consorte e vedova di Amalrico I di Gerusalemme, più tardi, nel 1187, tutti i suoi possedimenti caddero in mano a Saladino durante la sua conquista di Gerusalemme.
Nell'arco di due sole generazioni la casata conobbe una rapida ascesa sociale all'interno della nobiltà di Terrasanta, spiegata soprattutto per il fatto che diverse casate nobiliari subivano frequenti perdite per i continui conflitti, rendendo quindi necessario un rapido ricambio.

### XIII secolo
I discendenti di Baliano divennero nel XIII secolo i personaggi più importanti del Regno di Gerusalemme e di Cipro. 
Il figlio di Baliano, Giovanni I, Signore di Beirut, fu a capo del gruppo di nobili che si oppose a Federico II quando questi cercò di imporre l'autorità imperiale sugli Stati crociati in Terrasanta.
Nel 1241 la famiglia ottenne nuovamente il controllo sul castello di Ibelin, in conseguenza della Sesta Crociata, in base agli accordi stretti tra Federico II e i musulmani, i quali prevedevano il ritorno di alcuni possedimenti in mano cristiana.
Giovanni di Ibelin ebbe numerosi figli da sua moglie Melisenda, tra i quali Baliano, Signore di Beirut, che sposò Margherita Visconti (1284-1298), e Baldovino siniscalco di Cipro, oltre a Giovanni di Ibelin, Signore di Arsuf e connestabile di Gerusalemme e Guido, connestabile di Cipro.
Il secondogenito di Baliano di Ibelin, Filippo, fu reggente di Cipro per conto di sua nipote, la regina Alice, che chiese espressamente il suo aiuto. Unito in matrimonio con Alice di Montbéliard, Filippo fu padre di Giovanni di Ibelin Conte di Giaffa ed Ascalona e reggente del Regno di Gerusalemme ed autore delle Assise dell'Alta Corte di Gerusalemme, il massimo organo di governo del Regno di Gerusalemme. In seguito Giovanni sposò Maria, sorella di Aitone I d'Armenia e divenne padre di Giacomo di Ibelin, anche lui Conte di Giaffa ed Ascalona e noto giurista.

### Nel Regno di Cipro
All'inizio del XIII secolo diversi membri della famiglia si trasferirono nel Regno di Cipro. Ben presto il resto della casata si trasferì nell'isola dopo aver perso uno dopo l'altro tutti i loro possedimenti. In questo stesso periodo, alcuni esponenti della casata nobiliare genovese degli Embriaco, che aveva legami parentali con gli Ibelin, ne assunsero anche il nome.
Quando anche il regno di Cipro venne distrutto nel XV secolo gli Ibelin persero tutti i loro possedimenti e il loro potere, e probabilmente la stessa casata si estinse. Alcuni loro discendenti sono presenti all'interno della casata reale di Cipro e in altre casate reali d'Europa, tra le quali la casata dei Savoia, e i Farnese di Parma.

## Lista dei Signori di Ibelin
- Barisano di Ibelin o "Baliano il Vecchio" (... - 1150)
- Ugo di Ibelin (1150 - 1170), primogenito di Baliano il Vecchio
- Baldovino di Ibelin, secondogenito di Baliano il Vecchio
- Baliano di Ibelin "il Giovane" (1170 - 1193), terzogenito di Baliano il Vecchio
- Giovanni di Ibelin (1193 - 1236), figlio di Baliano il Giovane, signore di Beirut
- Baliano II di Ibelin (... - 1247), figlio di Giovanni di Ibelin, signore di Beirut
- Baliano III di Ibelin (1239-1277), signore di Arsur
- Baliano IV di Ibelin (1240-1302), siniscalco di Cipro
- Baliano V di Ibelin (... - 1315), Principe di Galilea

## Genealogia
```
Barisano di Ibelin
, signore di Ibelin e di Ramla
x Helvis, figlia d 
Baldovino
, 
signore di Ramla
, e di 
Stefania di Nablus

│
├──> 
Ugo di Ibelin
 († 1170), signore di Ramla
│    X 
Agnese di Courtenay

│
├──> 
Baldovino di Ibelin
 († 1187), signore di Ramla
│    X1) Richilde di Bethsan
│    X2) 1175 Isabella Gothman († 
1177
)
│    │
│    ├1:> Tommaso d'Ibelin († 
1188
), signore di Ramla
│    │
│    ├1:> 
Eschiva d'Ibelin
 († 
1196
)
│    │    X 
Amalrico II di Lusignano
, re di Cipro e di Gerusalemme
│    │
│    └1:> Stefania d'Ibelin
│         X Amalrico, visconte di Nablus
│
├──> 
Baliano di Ibelin
, signore di Nablus
│    X 
1167
 
Maria Comnena
 (
1154
 † 
1217
)
│    │
│    ├──> 
Giovanni di Ibelin
 
il Vecchio
 (
1179
 - 
1236
), signore di Beyrut
│    │    X1) 
1202
 Helvis di Nephim († 
1208
)
│    │    X2) 
1209
 
Melisenda d'Arsouf

│    │    │
│    │    ├2:> 
Baliano II di Ibelin
 (m. 1247), signore di Beyrut
│    │    │    X 
1229
 Eschiva di Montbéliard
│    │    │    │
│    │    │    ├──> 
Ugo d'Ibelin
 († 1254), 
Principe di Galilea

│    │    │    │    X 1252 Maria di Montbéliard
│    │    │    │
│    │    │    ├──> 
Giovanni di Ibelin
, signore di Beirut
│    │    │    │     X 
1249
 Alice di la Roche sur l'Ognon
│    │    │    │     │
│    │    │    │     ├──> 
Isabella di Ibelin (1252-1282)
, signora di Beyrut
│    │    │    │     │     X1) 
1265
 
Ugo II di Cipro
 (
1252
 † 
1267
)
│    │    │    │     │     X2) 
1272
 Haymo l'Etrange († 
1273
), signore di Beyrut
│    │    │    │     │     X3) 
1276
 Nicolas d'Aleman († 
1277
)
│    │    │    │     │     X4) Guillaume Barlais († 
1304
)
│    │    │    │     │
│    │    │    │     └──> 
Eschiva d'Ibelin
 (
1253
 † 
1312
)
│    │    │    │           X1) 
1274
 
Unfredo di Montfort
 († 
1284
)
│    │    │    │           X2) 
1291
 
Guido di Cipro
 († 
1304
)
│    │    │    │
│    │    │    └──> Isabelle d'Ibelin
│    │    │         X 1250 
Enrico I Embriaco
 († 1271), 
signore di Gibelletto

│    │    │
│    │    ├2:> 
Giovanni di Ibelin (1212-1258)
, signore d'Arsuf
│    │    │    X 
1236
 Alice di Cayphas
│    │    │    │
│    │    │    ├──> Guido di Ibelin
│    │    │    │
│    │    │    └──> 
Baliano d'Ibelin (1239-1277)
, signore d'Arsuf
│    │    │         X1) 
1254
 
Piacenza di Antiochia
 (ann. nel 
1258
)
│    │    │         X2) 
1261
 Lucia di Chenechy
│    │    │         │
│    │    │         ├2:> Giovanni di Ibelin († 1309)
│    │    │         │    X Isabelle d'Ibelin, figlia di Baliano, siniscalco di Cipro, e di Alice di Lampron
│    │    │         │    │
│    │    │         │    ├──> Baliano di Ibelin († 1338)
│    │    │         │    │    X Margherita d'Ibelin, figlia di Ugo e di Maurice Le Tort
│    │    │         │    │    │
│    │    │         │    │    ├──> Filippo di Ibelin († 1375), assassino del re 
Pietro I di Cipro

│    │    │         │    │    │
│    │    │         │    │    ├──> Guido di Ibelin († 1367), vescovo di Limassol
│    │    │         │    │    │
│    │    │         │    │    ├──> Tommaso d'Ibelin, siniscalco di Cipro
│    │    │         │    │    │
│    │    │         │    │    ├──> Giovanni di Ibelin, prete
│    │    │         │    │    │
│    │    │         │    │    ├──> Maria di Ibelin
│    │    │         │    │    │    X1) 1340 Ugo di Dampierre sur Salon
│    │    │         │    │    │    X2) 1349 Giovanni di Ibelin
│    │    │         │    │    │    
│    │    │         │    │    ├──> Simone d'Ibelin
│    │    │         │    │    │    X1) Baldovino di Nores
│    │    │         │    │    │    X2) Jean Babin
│    │    │         │    │    │
│    │    │         │    │    └──> Margherita d'Ibelin
│    │    │         │    │         X Baliano d'Ibelin
│    │    │         │    │
│    │    │         │    ├──> Margherita d'Ibelin
│    │    │         │    │    X 1323 Baliano d'Ibelin
│    │    │         │    │
│    │    │         │    └──> Lucia d'Ibelin
│    │    │         │         X1) 1332 Baldovino di Milmars
│    │    │         │         X2) 1334 Raymond du Four
│    │    │         │
│    │    │         ├2:> Giovanna di Ibelin
│    │    │         │    X Baldovino di Morf, seigneur de Stambole
│    │    │         │
│    │    │         └2:> Nicole d'Ibelin († 1300)
│    │    │              X Thibaut de Bethsan
│    │    │
│    │    ├2:> Ugo d'Ibelin († 1238)
│    │    │
│    │    ├2:> 
Baldovino di Ibelin
 († 1266)
│    │    │    X 
1230
 Alice de Bethsan
│    │    │    │
│    │    │    ├──> 
Giovanni di Ibelin
 († après 1250)
│    │    │    │    X 1247 Isabelle du Rivet
│    │    │    │    │
│    │    │    │    ├──> Gautier d'Ibelin
│    │    │    │    │
│    │    │    │    └──> 
Baldovino di Ibelin
 († 1313), seigneur de Korakou et de Vitzada
│    │    │    │         X Margherita du Giblet
│    │    │    │         │
│    │    │    │         └──> 
Isabelle d'Ibelin
 († 1315)
│    │    │    │              X 1303 
Guido di Ibelin
 († 1308)
│    │    │    │
│    │    │    ├──> 
Filippo di Ibelin
 († 1304) connestabile di Cipro
│    │    │    │    X 1253 Simona di Montbéliard
│    │    │    │    │
│    │    │    │    ├──> 
Baliano di Ibelin
 († 1315)
│    │    │    │    │    X Alice de Lusignan († 1324), figlia di 
Ugo III di Cipro

│    │    │    │    │    │
│    │    │    │    │    └──> Jacques d'Ibelin
│    │    │    │    │
│    │    │    │    ├──> Baldovino di Ibelin
│    │    │    │    │
│    │    │    │    ├──> Guido di Ibelin
│    │    │    │    │
│    │    │    │    ├──> Ugo d'Ibelin
│    │    │    │    │
│    │    │    │    ├──> Margherita d'Ibelin
│    │    │    │    │
│    │    │    │    ├──> Helvis d'Ibelin
│    │    │    │    │
│    │    │    │    ├──> Alice d'Ibelin († après 1324)
│    │    │    │    │    X Gautier de Bethsan († 1315)
│    │    │    │    │
│    │    │    │    ├──> Eschiva d'Ibelin († après 1324)
│    │    │    │    │    X1) 1290 Gautier de Dampierre sur Salon
│    │    │    │    │    X2) Ugo de Lusignan, seigneur de Crusoche
│    │    │    │    │
│    │    │    │    └──> 
Maria di Ibelin
 († dopo 1324)
│    │    │    │         X 1290 Guido di Ibelin
│    │    │    │
│    │    │    ├──> Guido di Ibelin
│    │    │    │    X Maria di Armenia
│    │    │    │    │
│    │    │    │    ├──> Tommaso d'Ibelin
│    │    │    │    │    X 1290 Zabel de Saravantikar
│    │    │    │    │    │
│    │    │    │    │    ├──> Leone d'Ibelin
│    │    │    │    │    │
│    │    │    │    │    └──> Rita d'Ibelin
│    │    │    │    │
│    │    │    │    └──> Isabella d'Ibelin († 1306)
│    │    │    │       X Hethoum, signore di Korokos
│    │    │    │
│    │    │    ├──> Baliano d'Ibelin
│    │    │    │   X Margherita Visconti
│    │    │    │    │
│    │    │    │    ├──> Filippo di Ibelin († 1315)
│    │    │    │    │    X Gilette de Chappes
│    │    │    │    │
│    │    │    │    ├──> Giovanni di Ibelin († 1318)
│    │    │    │    │
│    │    │    │    └──> Alice d'Ibelin
│    │    │    │
│    │    │    ├──> Ugo d'Ibelin († 1315)
│    │    │    │    X Alice Le Thor
│    │    │    │    │
│    │    │    │    ├──> Baldovino di Ibelin
│    │    │    │    │
│    │    │    │    ├──> Maria di Ibelin (1305 † après 1347)
│    │    │    │    │    X Baldovino di Bethsan
│    │    │    │    │
│    │    │    │    └──> Margherita d'Ibelin
│    │    │    │        X 1320 Baliano d'Ibelin
│    │    │    │
│    │    │    └──> Melisenda d'Ibelin (morta giovane)
│    │    │
│    │    ├2:> 
Guido di Ibelin
 connestabile di Cipro
│    │    │    X Filippa Berlais
│    │    │    │
│    │    │    ├──> Baldovino di Ibelin, connestabile di Cipro
│    │    │    │
│    │    │    ├──> Giovanni di Ibelin († 1277)
│    │    │    │
│    │    │    ├──> Aimery d'Ibelin
│    │    │    │
│    │    │    ├──> 
Baliano IV di Ibelin
 (
1240
-
1302
)
, siniscalco di Cipro
│    │    │    │    X Alice de Lampron
│    │    │    │    │
│    │    │    │    ├──> 
Guido di Ibelin
, siniscalco di Cipro
│    │    │    │    │    X Isabelle d'Ibelin, figlia di Baldovino di Ibelin e di Margherita de Giblet
│    │    │    │    │    │
│    │    │    │    │    └──> 
Alice d'Ibelin

│    │    │    │    │         X 
Ugo IV di Cipro

│    │    │    │    │
│    │    │    │    ├──> Maria di Ibelin
│    │    │    │    │    X1) 1299 Rupeno di Montfort (+ 1313)
│    │    │    │    │    X2) N. du Plessis
│    │    │    │    │
│    │    │    │    └──> Isabella d'Ibelin
│    │    │    │         X Giovanni di Ibelin
│    │    │    │
│    │    │    ├──> 
Filippo di Ibelin
 (1253 † 1318) siniscalco di Cipro
│    │    │    │    X1) 1280 Maria di Hanousse
│    │    │    │    X2) 1295 
Maria Embriaco
 († 1331), 
signora di Gibelletto

│    │    │    │    │
│    │    │    │    ├──> Giovanni di Ibelin (1302 † dopo 1317)
│    │    │    │    │
│    │    │    │    ├──> Guido di Ibelin, siniscalco di Cipro († 1331)
│    │    │    │    │    X Margherita d'Ibelin
│    │    │    │    │    │
│    │    │    │    │    ├──> Giovanni di Ibelin, siniscalco di Cipro
│    │    │    │    │    │
│    │    │    │    │    ├──> Alice d'Ibelin
│    │    │    │    │    │    X 1350 Giovanni di Lusignano, reggente di Cipro († 1375)
│    │    │    │    │    │
│    │    │    │    │    └──> Margherita d'Ibelin
│    │    │    │    │
│    │    │    │    ├──> Baliano d'Ibelin († 1349)
│    │    │    │    │    X 1323 Margherita d'Ibelin, figlia di Giovanni di Ibelin et di Isabella d'Ibelin
│    │    │    │    │
│    │    │    │    ├──> Isabelle d'Ibelin (1300 † dopo 1342)
│    │    │    │    │    X1) Fernando di Maiorca, 
principe d'Acaia
 († 1316)
│    │    │    │    │    X2) 1320 Ugo d'Ibelin
│    │    │    │    │
│    │    │    │    └──> Helvis d'Ibelin (1307 † dopo 1347)
│    │    │    │         X 1324 Enrico, duca di Brunswick-Grubenhagn († 1351)
│    │    │    │
│    │    │    ├──> 
Isabella d'Ibelin
 (1241 † 1324)
│    │    │    │    X 1255 
Ugo III di Cipro

│    │    │    │
│    │    │    ├──> Alice d'Ibelin
│    │    │    │    X 1275 Otto di Dampierre sur Salon
│    │    │    │
│    │    │    ├──> Eschiva d'Ibelin, monaca
│    │    │    │
│    │    │    ├──> Melisenda d'Ibelin
│    │    │    │
│    │    │    └──> Maria di Ibelin
│    │    │
│    │    └2:> Isabella d'Ibelin, monaca
│    │
│    ├──> 
Filippo di Ibelin
 († 
1227
) reggente di Cipro
│    │    X1) Maria di Korokos
│    │    X2) 
1208
 Alice di Montbéliard
│    │    │
│    │    └2:> 
Giovanni di Ibelin
 († 
1266
), 
conte di Giaffa ed Ascalona

│    │         X 
1237
 Maria di Barba'ron (
1220
 † 
1263
)
│    │         │
│    │         ├──> 
Giacomo di Ibelin
 († 
1276
) 
conte di Giaffa

│    │         │    X Maria di Montbéliard
│    │         │
│    │         ├──> Filippo di Ibelin († après 1263)
│    │         │
│    │         ├──> 
Guido di Ibelin
 († 
1304
) 
conte di Giaffa

│    │         │    X Maria di Ibelin, figlia di Filippo di Ibelin e di Simona di Montbéliard, 
contessa di Giaffa

│    │         │    │
│    │         │    ├──> Filippo di Ibelin († 1316)
│    │         │    │    │
│    │         │    │    └──> Ugo di Ibelin, 
giustiziere
 del 
regno di Napoli
 (
1355
)
│    │         │    │
│    │         │    ├──> Ugo di Ibelin († 1349), siniscalco di Cipro
│    │         │    │    X 1320 Isabella d'Ibelin († dopo 1342), figlia di Filippo di Ibelin e di Margherita di Giblet
│    │         │    │    │
│    │         │    │    ├──> Baliano di Ibelin († 1352)
│    │         │    │    │
│    │         │    │    └──> Guido di Ibelin († 1363)
│    │         │    │        │
│    │         │    │        ├──> Baliano d'Ibelin
│    │         │    │        │    X 1352 Margherita d'Ibelin, figlia di Baliano e di Margherita d'Ibelin
│    │         │    │        │
│    │         │    │        ├──> Giovanni di Ibelin († 1375)
│    │         │    │        │
│    │         │    │        └──> Maria di Ibelin
│    │         │    │             X 1358 Rénier Le Petit
│    │         │    │
│    │         │    ├──> Baliano d'Ibelin
│    │         │    │    X1) 1322 Jeannette de Montfort († 1325)
│    │         │    │    X2) 1325 Margherita du Four
│    │         │    │
│    │         │    └──> 
Maria d'Ibelin
 (
1294
 † 
1318
)
│    │         │         X 1308 
Ugo IV di Cipro
 († 
1359
)
│    │         │
│    │         ├──> Giovanni di Ibelin
│    │         │
│    │         ├──> Hethoum d'Ibelin
│    │         │
│    │         ├──> Oshin d'Ibelin
│    │         │
│    │         ├──> Margherita d'Ibelin († après 1319) badessa a 
Nicosia

│    │         │
│    │         ├──> Isabella d'Ibelin († après 1298)
│    │         │    X 1270 Smbat de Saravantikar († après 1298)
│    │         │
│    │         └──> Maria d'Ibelin († après 1298)
│    │              X1) 1269 Vahram de Hanouse († 1270)
│    │              X1) Gregorios Tardif († après 1298)
│    │
│    ├──> 
Helvis d'Ibelin
 († 1216)
│    │    X1) 
Reginaldo
, 
signore di Sidone
 († 
1202
)
│    │    X2) 
Guido de Montfort
 († 1228)
│    │
│    └──> Margherita d'Ibelin
│         X1) 
Ugo II de Saint-Omer
 († 1204), 
Principe di Galilea

│         X2) 
Gautier III de Brisebarre
 († 1229), 
seigneur de Césarée

│
├──> Ermengarde d'Ibelin († 1160/67)
│    x 
Elinardo di Bures
, 
Principe di Galilea

│
└──> Stefania d'Ibelin
```